# Dioxid thiomočoviny
Dioxid thiomočoviny je organická sloučenina odvozená od thiomočoviny. Používá se v textilním průmyslu. Také funguje jako redukční činidlo. U této látky se projevuje tautomerie.

## Struktura
Struktura dioxidu thiomočoviny závisí na prostředí. V krystalické podobě a jako plyn vytváří struktury se symetrií C2v. Délky vazeb jsou u S-C 186, u C-N 130 a u S-O 149 pm. Molekula má pyramidovitý tvar. Délka vazby C-S odpovídá spíše jednoduché vazbě; ve srovnání s ní je vazba C=S v thiomočovině kratší, o délce 171 pm. Takto dlouhá vazba naznačuje její povahu jednoduché vazby, důsledkem čehož je rovinný tvar dusíkových center. Za přítomnosti vody nebo dimethylsulfoxidu dochází k tautomerizaci na sulfinovou kyselinu HN=C(NH2)S(O)(OH), nazývanou kyselina formamidinsulfinová.

Struktura sulfinové kyseliny tautomerní k dioxidu thiomočoviny, která se vytváří ve vodných roztocích

## Příprava
Diuoxid thiomočoviny poprvé připravil v roce 1910 britský chemik Edward de Barry Barnett, a to oxidací thiomočoviny peroxidem vodíku. Takto se připravuje a vyrábí i v současnosti.
(NH2)2CS + 2H2O2 → HN=C(NH2)SO2H + 2H2O
Mechanismus této oxidace již byl zkoumán. Vodné roztoky dioxidu thiomočoviny mívají pH kolem 6,5, při kterém dochází k hydrolýze na močovinu a kyselinu sulfoxylovou. Pokud je pH nižší než 2, tak thiomočovina a peroxid vodíku vzájemnou vreakcí vytvářejí disulfidy. Proto je důležité při reakci udržovat pH v rozmezí 3 až 5.
Další možností přípravy dioxidu thiomočoviny je oxidace thiomočoviny oxidem chloričitým. Čistotu produktu lze ověřit titrací s indigem.

## Použití
Dioxid thiomočoviny se používá k redukčnímu bělení textilií a také k redukci aromatických nitroaldehydů a nitroketonů na nitroalkoholy.